# Big Mouth
Big Mouth és una sèrie televisiva animada de Netflix creada per Nick Kroll, Andrew Goldberg, Mark Levin, i Jennifer Flackett. És una comèdia animada per a adults que narra les històries d'uns nens que descobreixen la pubertat amb totes les seves connotacions. La sèrie es va estrenar el 29 de setembre de 2017 i compta ja amb dues temporades de 10 capítols cada una i una tercera ja anunciada per Netflix.

## Argument
La sèrie segueix les històries d'un grup d'amics —Nick, Andrew, Jessie, Missy i Jay— mentre descobreixen les meravelles i els horrors de la pubertat. Els Monstres de les hormones personifiquen aquests canvis, empenyent-los a experimentar i sentir tot el que comporta aquesta etapa de manera divertida i exagerada. Els personatges hauran d'enfrontar-se al desenvolupament físic, mental i emocional, abordant amb humor i honestedat temes com la masturbació, l'amor, les primeres relacions, els complexos físics, la menstruació i la recerca de la identitat sexual. La sèrie desmitifica aquests aspectes de l'adolescència, trencant tabús i visibilitzant les experiències comunes que viuen nois i noies cada dia.

## Personatges
Nick Birch: És el millor amic d'Andrew Glowberman, espera durant tota la sèrie l'arribada del seu creixement que ve amb retard. Tot i això, durant el seu recorregut aconsegueix explorar el primer amor, petó i relació sentimental. Compta amb uns pares de ment oberta que confien plenament en ell i en la seva sexualitat. Al final de la temporada dos podem preveure l'arribada de la seva pubertat, tot i que no serà allò que ell esperava. És un nen de dotze anys, d'estatura molt baixa i una gran capacitat de raonament.
Andrew Glowberman: És el típic nerd que viu una adolescència precoç a través del  Monstre de les hormones que l'incita a fer totes aquelles coses que de normal no faria, en gran part per la seva inseguretat. Tot i tenir només dotze anys és  molt alt i té un bigoti distintiu que encara està en creixement. Durant la sèrie viu problemes d'identitat sexual, viu l'experiència del seu primer amb el personatge de la Missy i s'adona dels problemes familiars dels seus pares.
Jessie Bilzerian: És una preadolescent que té una gran consciència del moviment feminista, però la seva vida, el seu estat emocional i les seves decisions es veuran afectades per l'arribada del Monstre de les hormones i tot el que comporta la seva presència. La seva vida familiar també donarà un gran canvi a causa del divorci dels seus pares, l'arribada d'una dona a la vida de la seva mare i l'addicció del seu pare a la marihuana.
Missy: És una nerd de gustos curiosos i que té moltes ganes de fer amics. Durant aquest viatge també entrarà en la pubertat en la qual descobrirà l'amor, el món complex de les relacions i el gust del sexe, entre altres coses.
Jay: És un adolescent fanàtic de la màgia i en plena efervescència sexual. Es troba immers en una relació amb el coixí amb el qual es masturba habitualment. Viurà en una família desestructura amb uns pares que no es preocuparan per als seus fills i amb uns germans actius sexualment a un nivell molt alt.
Durant tota la sèrie apareixeran molts personatges més, entre els quals els més destacats seran: el Monstre de les Hormones, el professor de gimnàstica o els familiars dels protagonistes.

## Episodis

### 1a temporada (2017)
| Núm. total                                   | Núm. de la temporada | Títol                                                  | Direcció         | Guió                                                          | Data d'estrena original |
| -------------------------------------------- | -------------------- | ------------------------------------------------------ | ---------------- | ------------------------------------------------------------- | ----------------------- |
| 1                                            | 1                    | «Ejaculation»                                          | Joel Moser       | Nick Kroll & Andrew Goldberg & Jennifer Flackett & Mark Levin | 29 de setembre de 2017  |
| 2                                            | 2                    | «Everybody Bleeds»                                     | Bryan Francis    | Kelly Galuska                                                 | 29 de setembre de 2017  |
| 3                                            | 3                    | «Am I Gay?»                                            | Mike L. Mayfield | Joe Wengert                                                   | 29 de setembre de 2017  |
| 4                                            | 4                    | «Sleepover: A Harrowing Ordeal of Emotional Brutality» | Joel Moser       | Jess Dweck & Victor Quinaz                                    | 29 de setembre de 2017  |
| 5                                            | 5                    | «Girls Are Horny Too»                                  | Bryan Francis    | Emily Altman                                                  | 29 de setembre de 2017  |
| 6                                            | 6                    | «Pillow Talk»                                          | Mike L. Mayfield | Peter A. Knight                                               | 29 de setembre de 2017  |
| 7                                            | 7                    | «Requiem for a Wet Dream»                              | Joel Moser       | Duffy Boudreau                                                | 29 de setembre de 2017  |
| 8                                            | 8                    | «The Head Push»                                        | Bryan Francis    | Emily Altman & Jennifer Flackett & Mark Levin                 | 29 de setembre de 2017  |
| 9                                            | 9                    | «I Survived Jessi's Bat Mitzvah»                       | Mike L. Mayfield | Kelly Galuska                                                 | 29 de setembre de 2017  |
| Tensions importants al bat mitzvah de Jessi. |                      |                                                        |                  |                                                               |                         |
| 10                                           | 10                   | «The Pornscape»                                        | Joel Moser       | Gil Ozeri                                                     | 29 de setembre de 2017  |